# 1924 no jornalismo
Nesta página encontrará referências aos acontecimentos directamente relacionados com o jornalismo ocorridos durante o ano de 1924.

## Eventos
- Fundado os Diários Associados.

## Nascimentos
| Data      | Nome          | Profissão             | Nacionalidade | Observações | Ref   |
| --------- | ------------- | --------------------- | ------------- | ----------- | ----- |
| 4 de maio | Carlos Pinhão | jornalista e escritor | Portugal      | m. 1993     | [ 1 ] |

## Mortes
| Data        | Nome                | Profissão                                                                                         | Nacionalidade | Observações | Ref   |
| ----------- | ------------------- | ------------------------------------------------------------------------------------------------- | ------------- | ----------- | ----- |
| 22 de abril | Vicente de Carvalho | advogado, jornalista, político, abolicionista, fazendeiro, deputado, magistrado, poeta e contista | Brasil        | n. 1866     | [ 2 ] |